# شهر طلا (فیلم ۲۰۱۰)
شهر طلا (به انگلیسی: City of Gold) فیلمی هندی محصول سال ۲۰۱۰ و به کارگردانی ماهش مانجرکار است. در این فیلم بازیگرانی همچون آنکوش چودهری، سیدارت جاداو، ساچین خدکار، سمیر دارمادیکاری، کاران پاتل، کاشمیرا شاه، ساتیش کایشیک، سیما بیسواس، انوشا دندکار و سای تامانکار ایفای نقش کرده‌اند.